# Lavinia Fontana
Lavinia Fontana (24. srpna 1552 Boloňa – 11. srpna 1614 Řím) byla italská malířka období manýrismu. Pocházela z Boloně a byla známá především pro své portréty. Malbě ji učil její otec malíř Prospero Fontana. Je považována za první ženu v Západní Evropě, která se stala profesionální malířkou.

## Životopis
Lavinia Fontana se narodila v Boloni v roce 1552 Prosperovi Fontana a Antonii de Bonardis. Byla pokřtěna 24. srpna 1552 v katedrále San Pietro. Její starší sestra Emilia zemřela v roce 1568, když bylo Lavinii šestnáct let. Její otec Prospero Fontana byl prominentní malíř Boloňské školy a učil malovat i svou dceru. V jejich domě se Lavinia setkala, díky zakázkám svého otce, s mnoha vlivnými boloňskými obyvateli i významnými umělci té doby. Boloňská společnost převážně podporovala její uměleckou kariéru, poskytla jí příležitosti a konexe, které nebyly jinak ženám dostupné. Svou komerční práci započala malováním malých náboženských vyobrazení na měděných destičkách, které byly populární jako papežské a diplomatické dárky. V 80. letech 16. století byla známá především jako portrétistka boloňských dam, které soutěžily o její služby a portrét od Fontany byl symbolem společenské prestiže. Velká poptávka se promítala i do vysokých peněžních částek, které si Fontana během let vydělala. Její vztah s klientkami byl neobvykle vřelý. Mnoho žen, které jí seděly modelem, jako vévodkyně Sora Constanza Sforza Boncompagni se později stala jmenovkyní a kmotrou jejích dětí. Dále malovala rozměrné oltářní obrazy. V té době bylo velmi neobvyklé, aby žena malovala obrazy s náboženskou a mytologickou tematikou, neboť na těchto obrazech se často objevovaly ženské i mužské akty. V ateliéru svého otce potkala i budoucího manžela, malíře Giana Paola Zappiho, kterého si vzala v roce 1577, když jí bylo 25 let. Pár se přestěhoval do domu jejího otce v Boloni, kde Lavinie měla svůj ateliér. Jméno Zappi přidala i do své signatury. Porodila 11 dětí, ovšem přežily ji pouze 3 z nich – Flaminio, Orazio a Prospero. Manžel se staral o domácnost a pracoval jako agent a asistent své ženy. Maloval i některé menší detaily jako například drapérie. Lavinia byla hlavní živitelkou rodiny. Lavinia docházela na učení Boloňské univerzity, kde byla v roce 1580 zapsána jako jedna z „Donne addtrinatte” (ženy s doktorátem).
S rodinou se v roce 1603 přestěhovala do Říma, na pozvání papeže Klementa VIII. Získala patronát šlechtické rodiny Buoncompagni, ze které pocházel papež Řehoř XIII. Následně byla jmenována portrétistkou ve Vatikánu. Stala se oficiální malířkou papežského dvora. V Římě se těšila stejné přízni jako v Boloni. Mezi jejími příznivci byl i sám papež Pavel V. Získala i mnoho ocenění, včetně bronzové medaile s jejím portrétem z roku 1611, který vytvořil a odlil sochař Felice Antonio Casoni. Také byla jako první žena zvolena do Cechu svatého Lukáše v Římě.
Zemřela 11. srpna 1614 a byla pohřbena v Santa Maria sopra Minerva.

## Odkaz
Obraz Autoportrét u spinetu je považovaný za její nejlepší dílo. Byl namalován jako zásnubní dar pro rodinu Zappi. Je zaznamenáno přes 100 jejích děl, ale signovaných a datových je pouze 32 z nich. Dalších 25 děl jí je přisuzováno. Některé její portréty byly mylně přisouzeny Guidovi Renimu, který tvořil ve stejné době.
Lavinii zvěčnil Paolo Veronese na obraze Portrét ženy (1595). Byla jedinou ženskou umělkyní v knize Gulia Manciniho Considerazioni sulla pittura. Vyzdvihuje přirozenost malby a krásu jejích obrazů spojuje s její vlastní fyzickou krásou. Fontana ovlivnila Alberta de Rossi a Alessandra Tiarini. Mohl u ní studovat i Aurelio Bonelli.

## Kontroverze
Mezi historiky panuje kontroverze ohledně jejího zobrazování ženské nahoty. Liana De Girolami Cheney tvrdí, že přirozenost zobrazení figur naznačuje, že Fontana používala živé modely. Caroline P. Murphy proti tomu argumentuje, že ačkoliv jsou části těl dobře vystínované, figury jsou v celku disproporční a připomínají pojetí anatomie jejího otce. Kromě toho, Murphy upozorňuje, že v době kdy Lavinie žila, bylo společensky nepředstavitelné, aby žena byla vystavena nahotě. Pokud by něco takového bylo odhaleno, zničilo by to její reputaci. Místo toho navrhla, že stejně jako Sofonistě Anguissole, Lavinii pózovali členové její rodiny. Dále Linda Nochlin vysvětluje, že umělecké akademie, odepíraly ženám pohled na nahé tělo, ačkoli to bylo důležitou součástí vzdělání.

## Dílo
- Autoportré u spinetu, 1577 – Accademia Nazionale di San Luca, Řím
- Autoportrét s paletou a štětci, 1579
- Portrét dámy, kolem 1580 – Národní muzeum žen v umění, Washington
- Portrét páru, 1580–1585 – Cleveland Museum of Art, Cleveland
- Noli me tangere, 1581 – Uffizi Florencie
- Mrtvý Kristus a symboly, 1581 – Cornell Fine Arts Museum, Winter Park, Florida
- Portrét Gerolama Mercuriale, kolem 1587–1590 – Walters Art Museum, Baltimore
- Portrét rodiny Gozzadini, 1584 – Pinacoteca Nazionale, Boloň
- Svatá rodina, 1589 – El Escorial
- Portrét dámy s psíkem, asi 1595 – Walters Art Museum, Baltimore
- Narození Panny Marie – Santissima Trinità, Boloň
- Vysvěcení Panny Marie – Musee des Beaux-Arts, Marseilles, původně v kapli Ginetti, Santa Maria dei Servi, Bologň
- Ježíš mezi lékaři – část Tajemství růžence v Růžencové kapli v bazilice San Domenico, Boloň

## Galerie

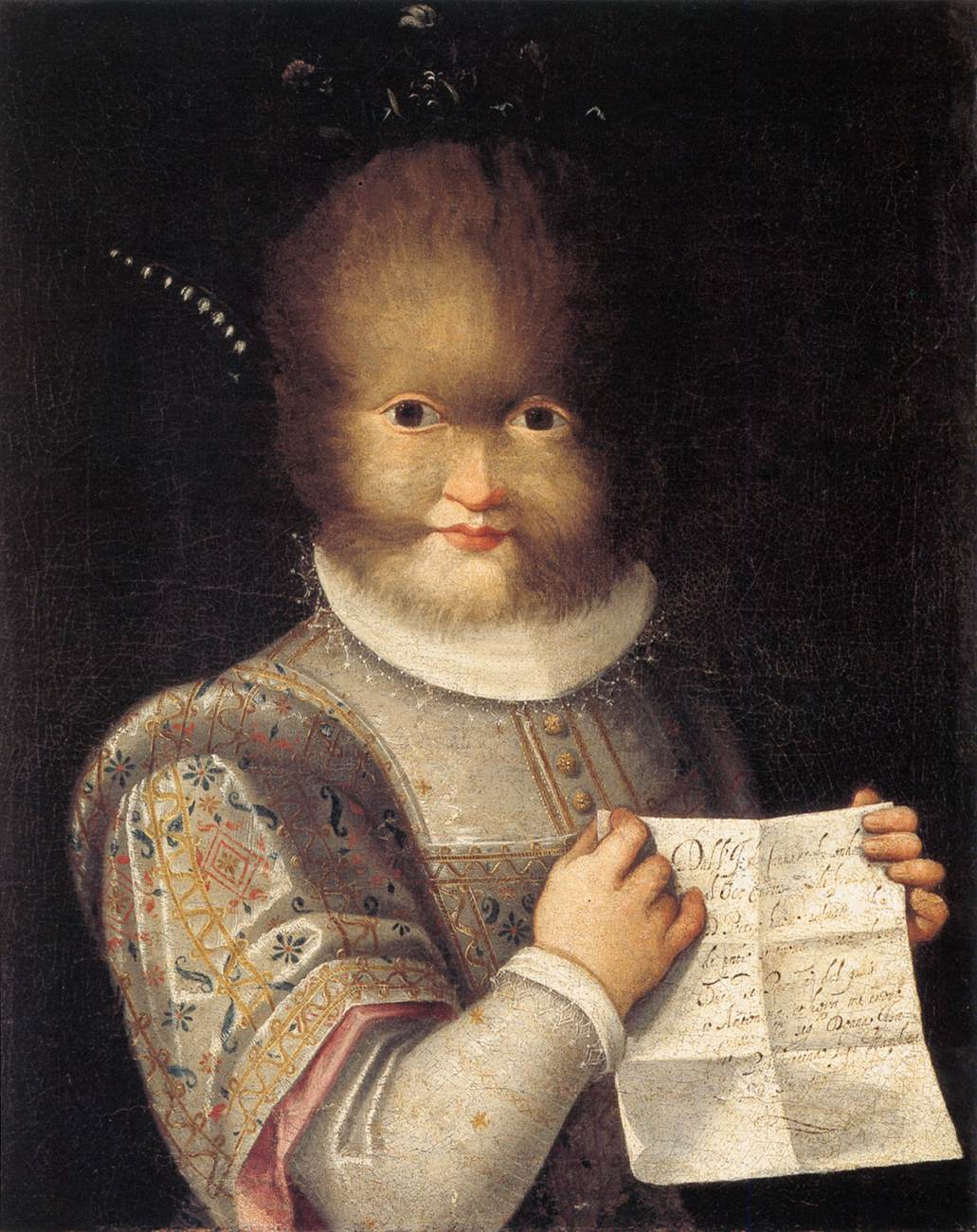
Portrét Antonietty Gonsalvus (cca 1580)
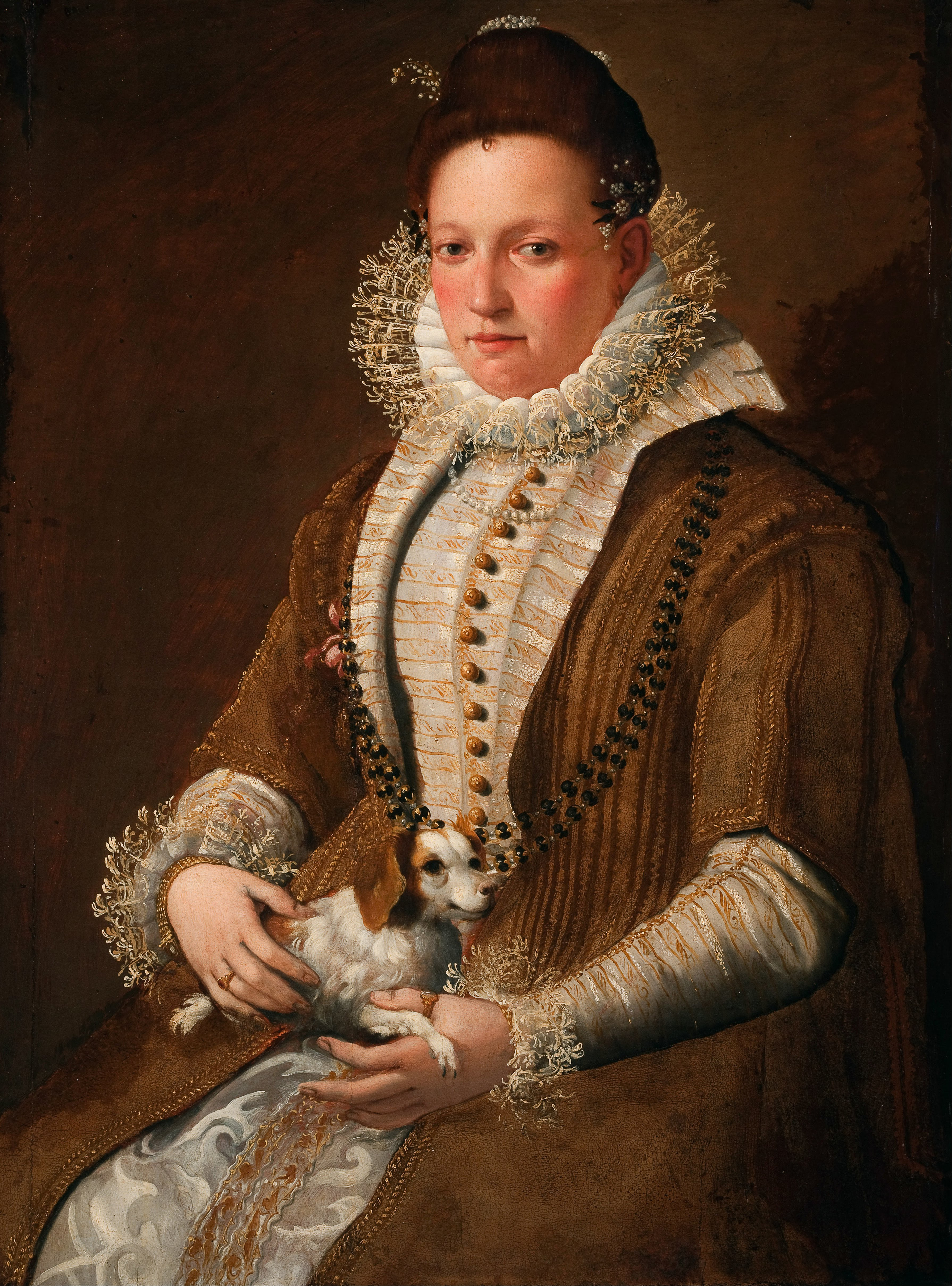
Portrét dámy s psíkem (cca 1595)
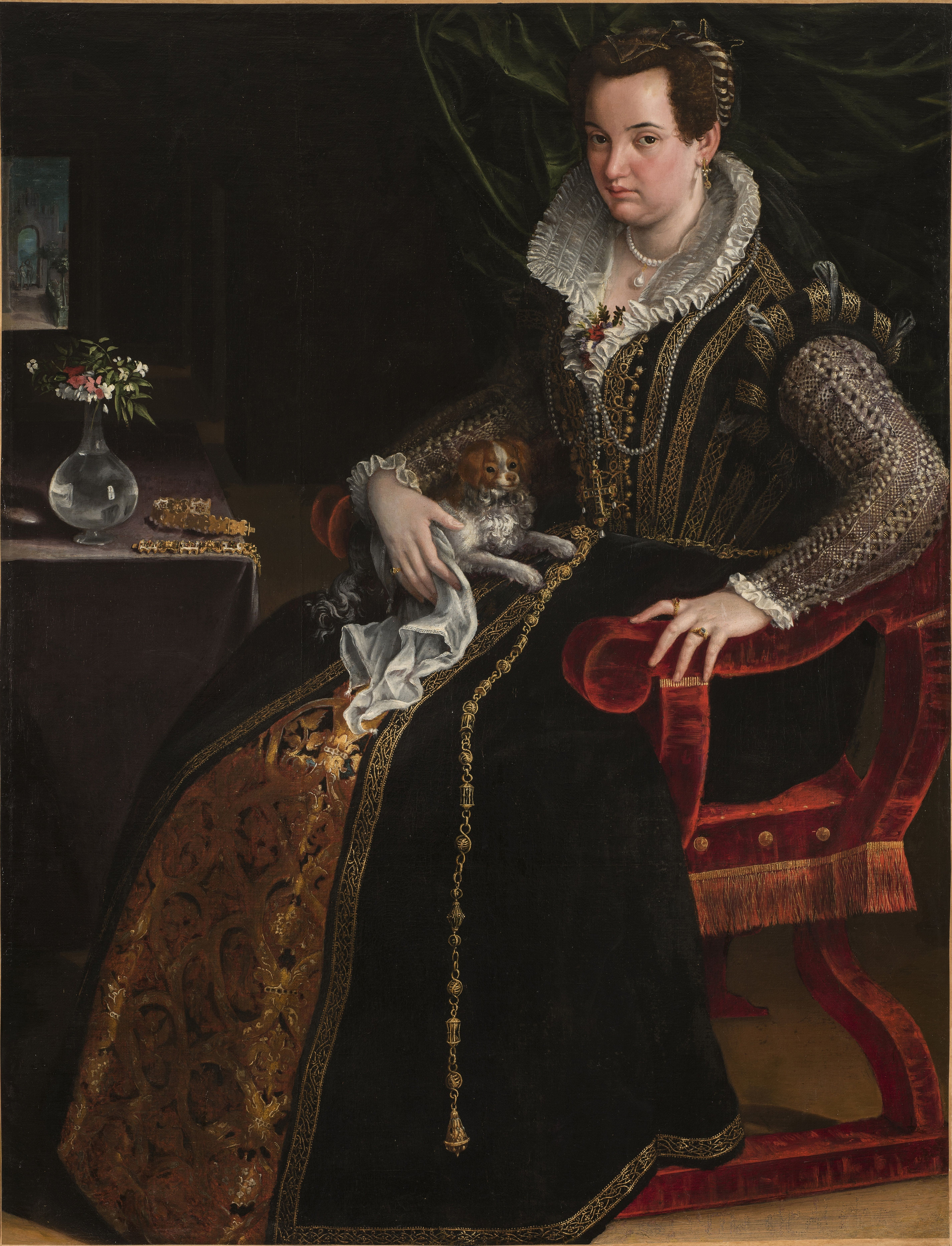
Portrét Costanzy Alidosi (cca 1595)
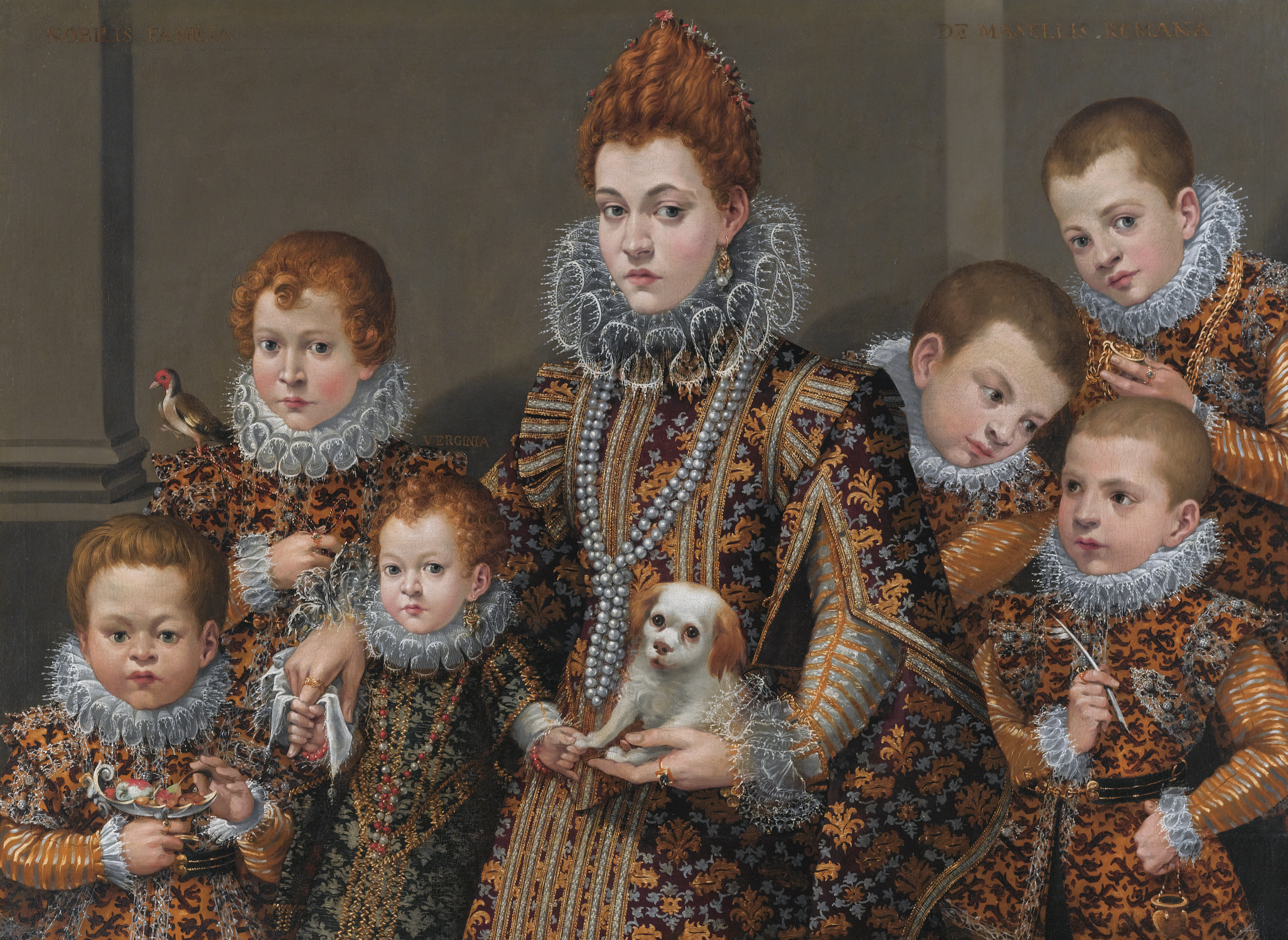
Bianca degli Utili Maselli a jejích šest dětí
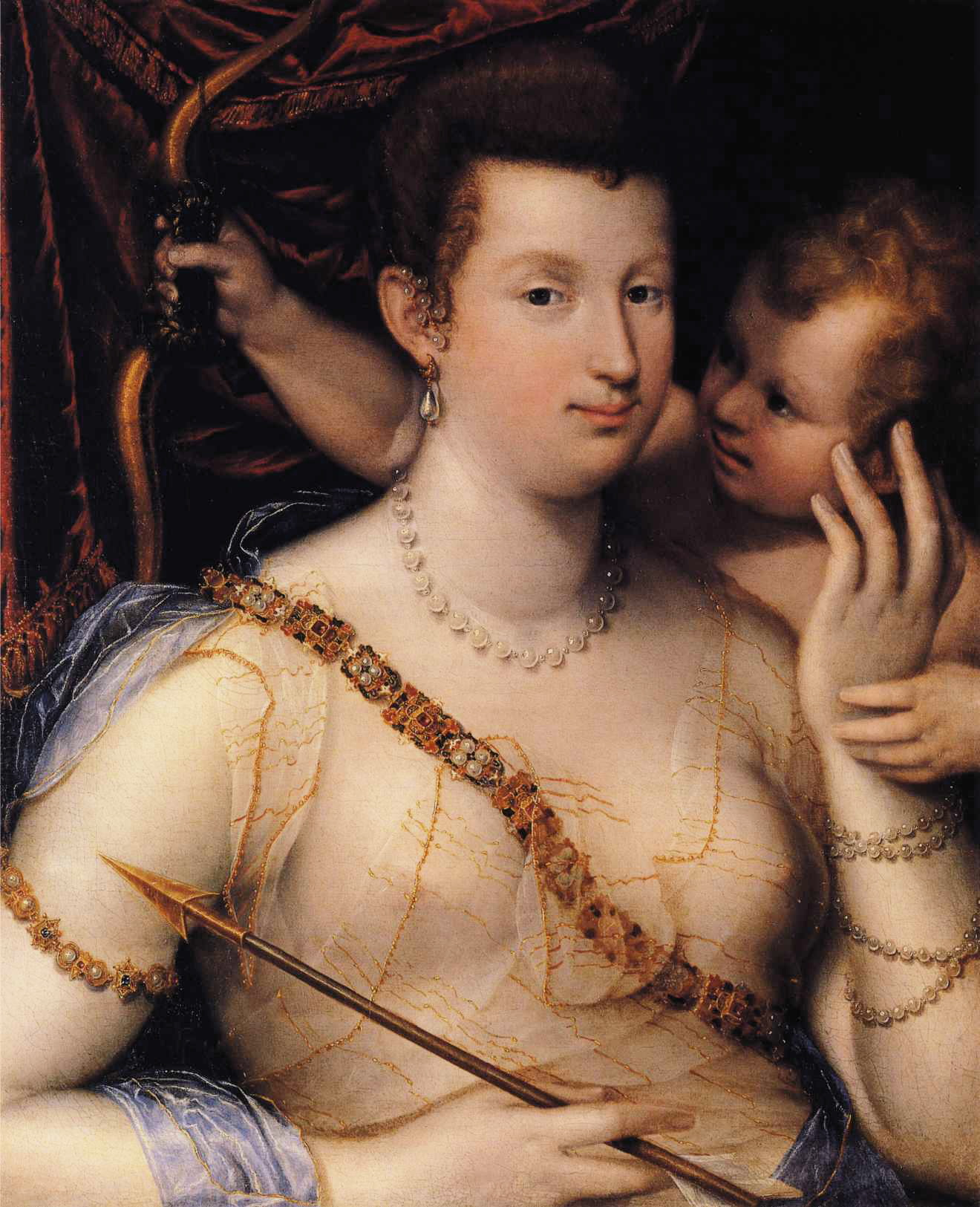
Pravděpodobně Isabella Ruini jako Venuše
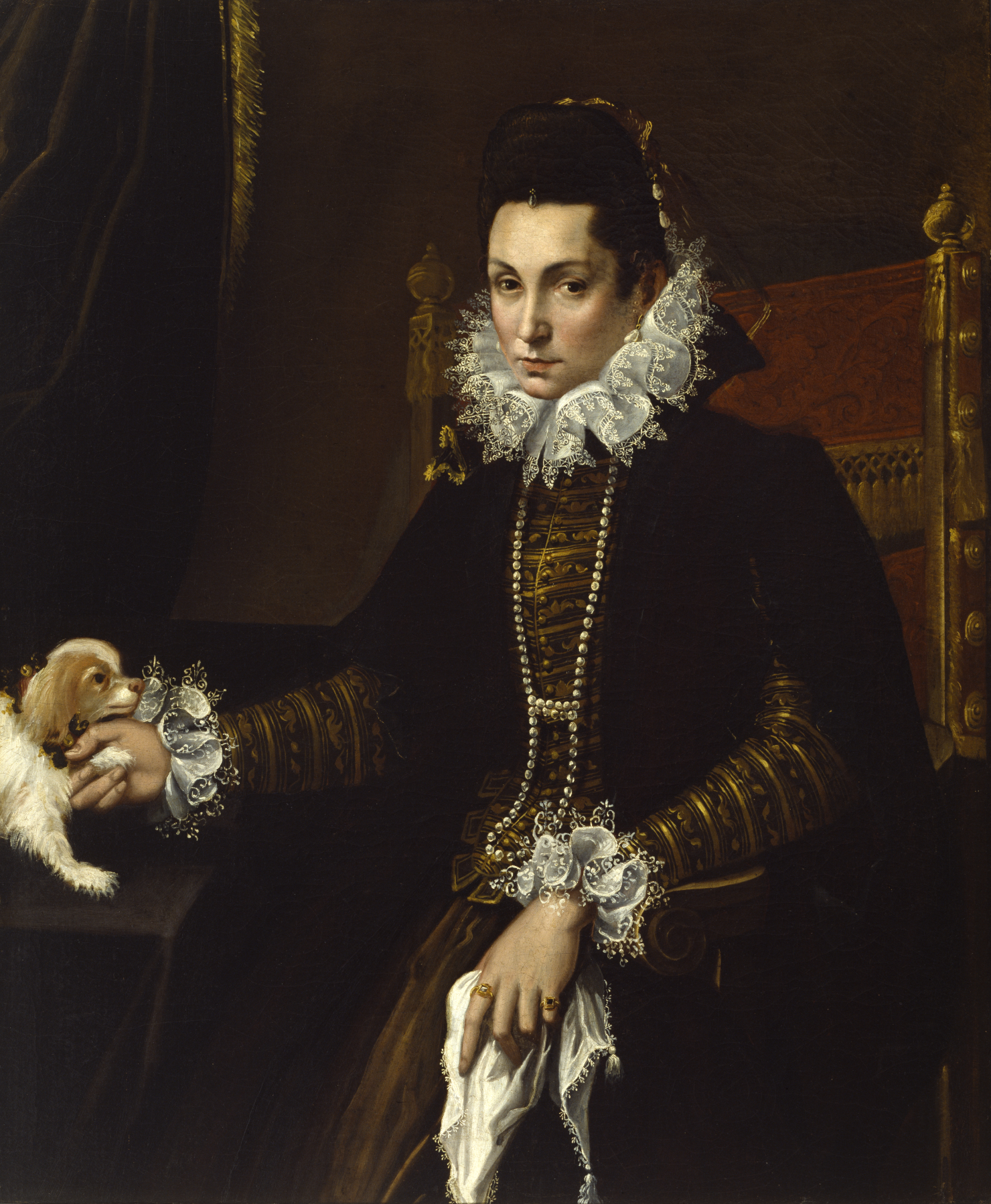
Portrét Ginevry Aldrovandi Hercolani (cca 1595)
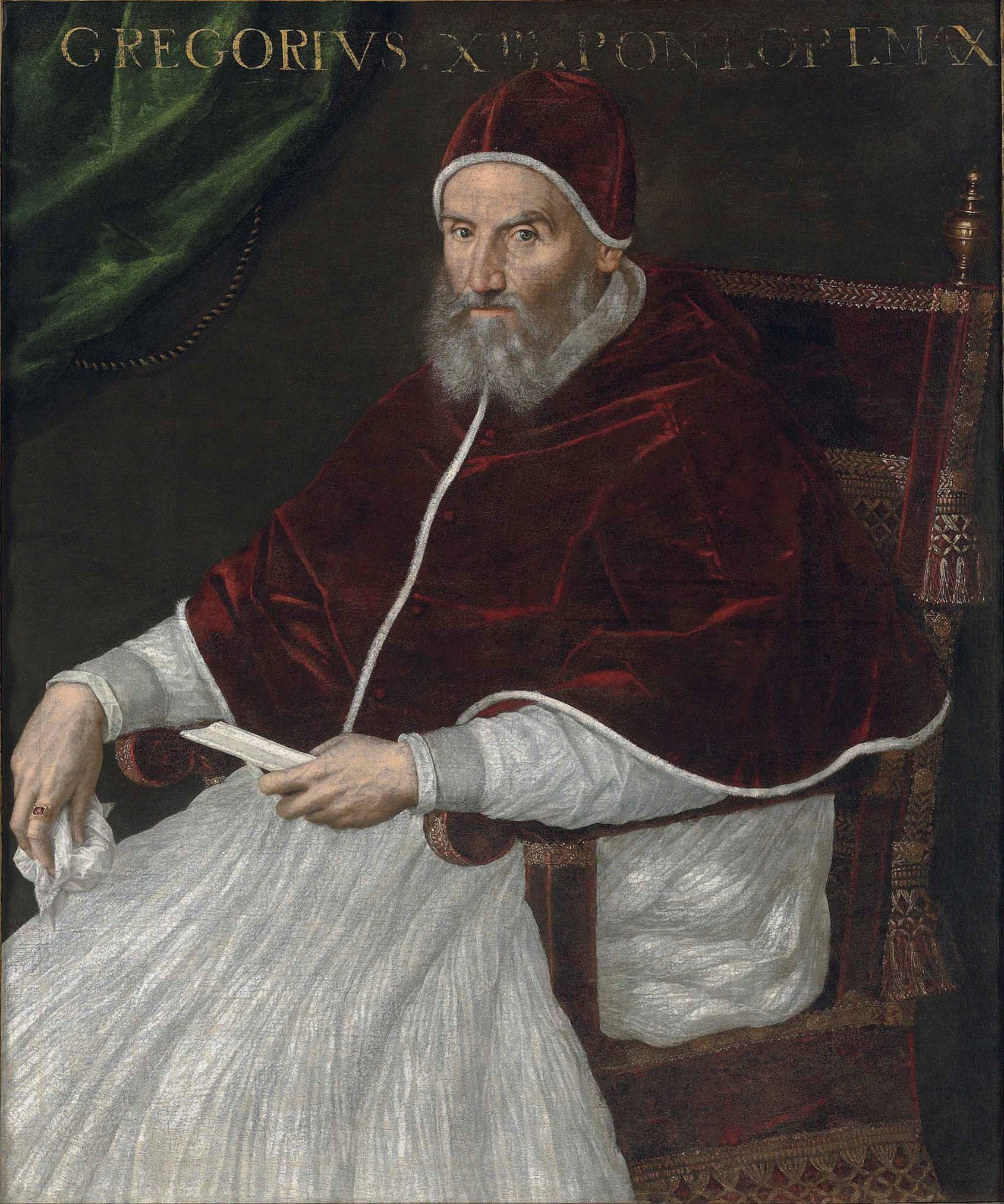
Portrét papeže Řehoře XIII.
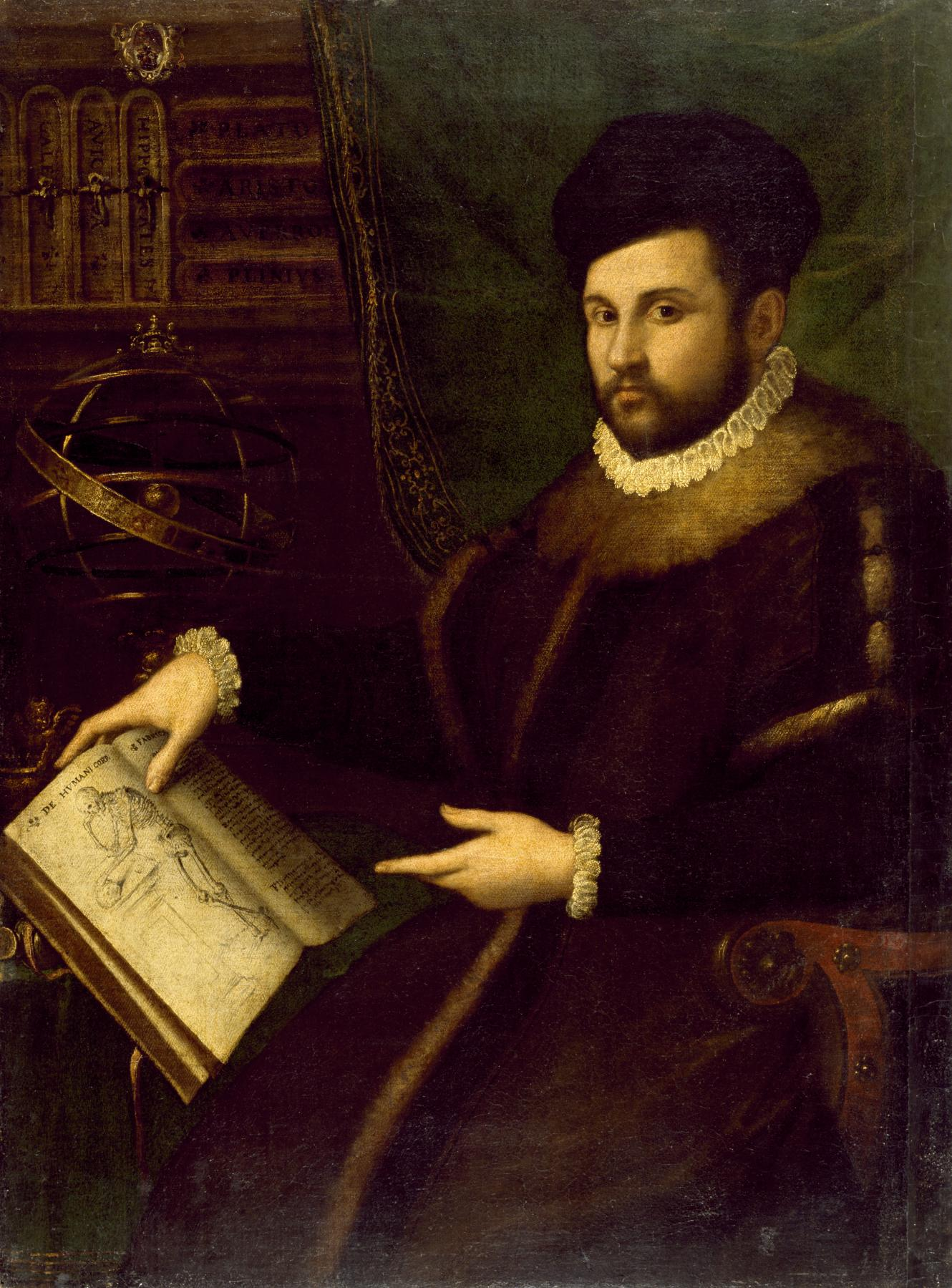
Portrét Girolama Mercuriale